# 鄭萬頃
郑万顷（6世纪—？），南朝陈官员，祖籍荥阳郡。
郑万顷有才干。南梁末年随父入西魏，北周时，官至温州刺史，周武帝时担任司城大夫。周静帝登基后，杨坚摄政，郧州总管司马消难不服起兵，失败。郑万顷虽然受知于杨坚，但作为司马消难的下属也与其一并投奔了南朝陈，拜昭武将军，授丰州刺史。在丰州有善政，官民为他立碑。
杨坚代周，建立隋朝，是为隋文帝。陈后主祯明三年（589年），隋军过江，隋朝行军总管韦洸，宣布文帝敕令：“若岭南平定，留衡州刺史王勇与丰州刺史鄭萬頃且依旧职。”王勇召郑万顷一同救援京城建康，郑万顷不应，率兵降隋，文帝任命他为上仪同。